# Fernand Bouisson
Fernand Bouisson (Kaszentína, Algéria, 1874. június 16. – Antibes, 1959. december 28.) francia politikus, a Harmadik Francia Köztársaság 79. miniszterelnöke. 

## Pályafutása
Az 1890-es évek elején Bouisson az Olympique de Marseille rögbicsapatában játszott, ahol 1894-ben és 1895-ben is bajnoki címet szerzett.
1906-ban Aubagne polgármestere, 1907-ben Bouches-du-Rhône megye tanácsának tagja. Csatlakozott a Nemzetközi Munkásszövetség Francia Szekciójához, 1909–1940-ig a Parti républicain-socialiste tagja volt. 1918/19-ben Georges Clemenceau kabinetjében a tengeri fuvarozás és kereskedelmi hajózás megbízottja. 1927-ben a képviselőház elnökévé választották. Posztját 1936-ig megtartotta. 1935. június 1-jén Albert Lebrun köztársasági elnök kormányalakítással bízta meg. Bouissonnak sikerült megnyernie Pierre Lavalt, Édouard Herriot-t, Joseph Caillaux-t, Georges Mandelt, és Henri Philippe Pétaint, de Caillaux miatt a nemzetgyűlés nem szavazott bizalmat a kormánynak. 1928-tól 1934-ig az Interparlamentáris Unió tanácsának élén állt. 1935 és 1942 között La Ciotat polgármestere volt. 1940-ben Pétain teljhatalmára szavazott.

## Kapcsolódó szócikk
- Franciaország miniszterelnökeinek listája